# Lectura fácil
La lectura fácil es la adaptación que permite una lectura y una comprensión más sencilla de un contenido. No solo abarca el texto, sino también se refiere a las ilustraciones y la maquetación. Se considera también lectura fácil el método por el cual se hacen más comprensibles los textos para todos, eliminando barreras para la comprensión, el aprendizaje y la participación.

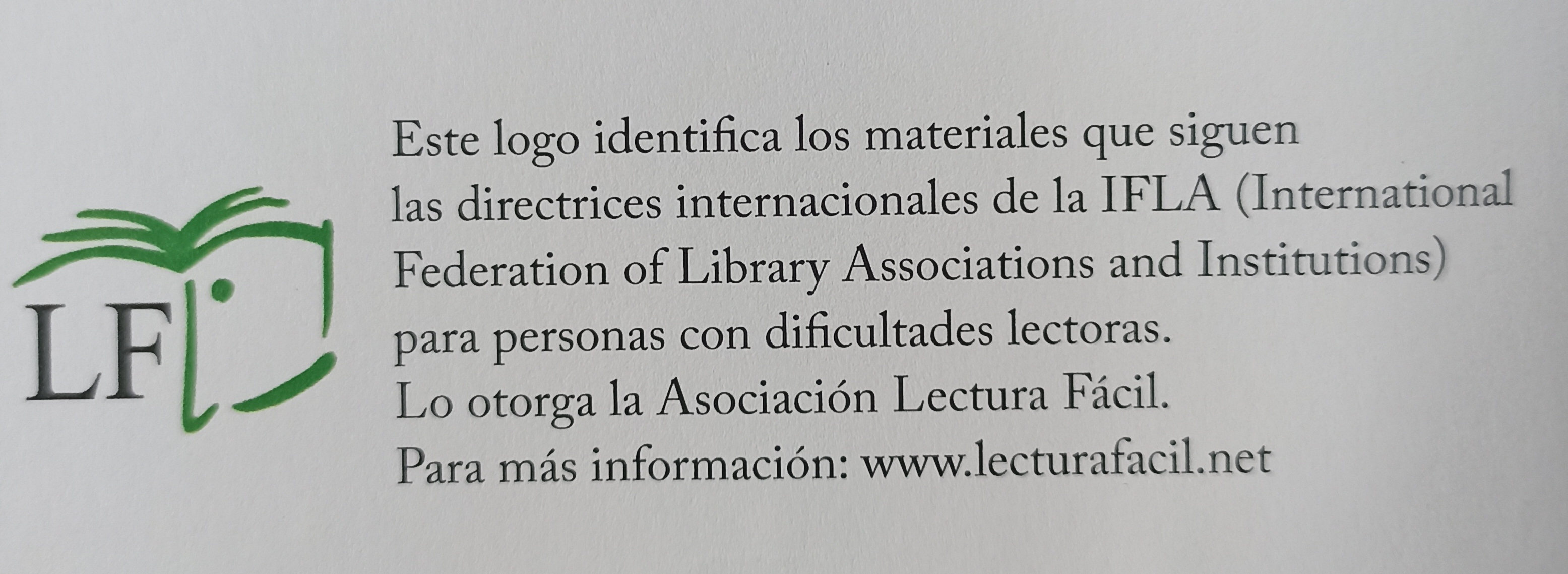
Logo de la Asociación Lectura Fácil

Se entiende la lectura fácil como una tecnología de apoyo que, al favorecer la accesibilidad, favorece también la democracia. Es decir, facilitar el acceso a la información con tecnologías como esta no solo es un derecho, sino que permite el ejercicio de otros derechos, como el de participación o poder desenvolverse de forma autónoma en el entorno.

## Legislación
Existe legislación y regulaciones que realizan de forma directa o indirecta mención a la lectura fácil. La mención indirecta promueve el derecho a acceder a la información y cultura de forma genérica y la lectura fácil se considera un método, aunque no el único, de promover ese acceso.
En la legislación internacional, la Declaración Universal de los Derechos Humanos realiza mención indirecta en dos artículos:
- Artículo 22. Sobre los derechos económicos, sociales y culturales
- Artículo 27. Sobre el derecho a participar en la vida cultural, gozar de las artes y tomar parte en el progreso científico

La Convención sobre los derechos de las personas con discapacidad de 2006:
- Artículo 2. La comunicación incluirá los lenguajes, la visualización de los textos, el Braille, la comunicación táctil, los macrotipos, los dispositivos multimedia de fácil acceso, así como el lenguaje escrito, los sistemas auditivos, el lenguaje sencillo...
- Artículo 9. Accesibilidad. Los Estados Partes adoptarán medidas pertinentes para asegurar el acceso de las personas con discapacidad, en igualdad de condiciones con las demás, al entorno físico, el transporte, la información y las comunicaciones... (...) Dotar a los edificios y otras instalaciones abiertas al público de señalización en Braille y formatos de fácil lectura y comprensión
- Artículo 21. Sobre la libertad de expresión y de opinión y acceso a la información. Se deben facilitar contenidos en formatos accesibles, incluyendo medios de comunicación y entidades privadas que presten servicios al público
- Artículo 30. Participación en la vida cultural, ocio y deporte. Se menciona el acceso a material cultural en formatos accesibles

Las "Normas uniformes sobre la igualdad de oportunidades de las personas con discapacidad" de la Organización de Naciones Unidas recogen en 1993:
- Artículo 5. Acceso a la información y la comunicación. Las personas con discapacidad (...) deben tener acceso en todas las etapas a una información completa sobre el diagnóstico, los derechos y los servicios y programas disponibles. Esa información debe presentarse en forma que resulte accesible para las personas con discapacidad. (...) Los Estados deben elaborar estrategias para que los servicios de información y documentación sean accesibles a diferentes grupos de personas con discapacidad. (...) Los Estados deben estimular a los medios de información (...) a que hagan accesibles sus servicios

### En España
La Constitución Española de 1978 recoge:
- Artículo 44. Los poderes públicos promoverán y tutelarán el acceso a la cultura, a la que todos tienen derecho.

Otra legislación española que promueve directa o indirectamente la lectura fácil es la siguiente:
- Ley 51/2003, de 2 de diciembre, de igualdad de oportunidades, no discriminación y accesibilidad universal de las personas con discapacidad:
  - Artículo 10. Condiciones básicas de accesibilidad y no discriminación
- Real Decreto 366/2007, de 16 de marzo, por el que se establecen las condiciones de accesibilidad y no discriminación de las personas con discapacidad en sus relaciones con la Administración General del Estado:
  - Artículo 7. Señalización interior accesible
  - Artículo 9. Sistemas interactivos de información
  - Artículo 13. Accesibilidad del contenido y estructura de coumentos e impresos
- Orden PRE/446/2008, de 20 de febrero, por la que se determinan las especificaciones  y características técnicas de las condiciones y criterios de accesibilidad y no discriminación establecidos en el Real Decreto 366/2007, de 16 de marzo:
  - Artículo 6. Condiciones de accesibilidad de documentos e impresos en soporte papel
- Real Decreto 1544/2007, de 23 de noviembre, por el que se regulan las condiciones básicas de accesibilidad y no discriminación para el acceso y utilización de los modos de transporte para personas con discapacidad
  - Anexo IX. Medidas transversales
- Real Decreto 1494/2007, de 12 de noviembre, por el que se aprueba el Reglamento sobre las condiciones básicas para el acceso de las personas con discapacidad a las tecnologías, productos y servicios relacionados con la sociedad de la información y medios de comunicación social
  - Artículo 5. Criterios de accesibilidad aplicables a las páginas de internet de las administraciones públicas o con financiación pública
- Ley 10/2007, de 22 de junio, de la lectura, del libro y de las bibliotecas
  - Disposición adicional tercera. Del acceso a la lectura, el libro y a las bibliotecas de las personas con discapacidad

## Niveles
La lectura fácil no dispone de un estándar fijo, sino que se propone la existencia de varios niveles de adaptación. Es decir, es imposible redactar y presentar un contenido que se adapte a todas las capacidades de comprensión o a todas las personas con problemas de lectura y escritura.
La siguiente es la propuesta de niveles de la Associació de Lectura Fàcil de Cataluña:
- Nivel 1. Es el más sencillo. En él abundan las ilustraciones y el texto es menor. Además, el texto carece de complejidad sintáctica y lingüística
- Nivel 2. Incluye vocabulario y expresiones de la vida cotidiana, acciones fáciles de seguir e ilustraciones
- Nivel 3. Es el más complejo. El texto es más extenso. Incluye palabras poco usuales y a veces con sentido figurado. Puede presentar saltos espacio-temporales y escasas ilustraciones[4]

## Personas a las que puede beneficiar
Se considera que las medidas de accesibilidad benefician a la población en general, pero cada apoyo puede beneficiar a colectivos específicos de forma especial. En el caso de la lectura fácil, los colectivos son muy diversos:
- Personas con discapacidad intelectual o del desarrollo. Se calcula que el 1,5% de la población en países desarrollados, y el 3% en países menos avanzados, tiene alguna discapacidad intelectual
- Personas con enfermedades y trastornos mentales y del comportamiento. Por ejemplo, personas con demencia que implique deterioro de la memoria y facultades como el lenguaje hablado y escrito, personas con dislexia, afasia o disfasia
- Personas con dificultades del desarrollo del lenguaje por discapacidad auditiva. Por ejemplo, personas que han perdido el oído antes de aprender a hablar y, debido a esto, tienen dificultades en el desarrollo del lenguaje
- Personas con bajo nivel de alfabetización o cultura limitada
- Personas inmigrantes que no hablan el idioma del lugar donde han migrado
- Niñas y niños que, por su edad, aún están en proceso de aprendizaje y no acceden a muchos contenidos debido a su complejidad
- Personas que trabajan con las personas que se benefician de la lectura fácil, es decir, profesionales de los cuidados, docentes, logopedas, etc.

## Pautas de lectura fácil

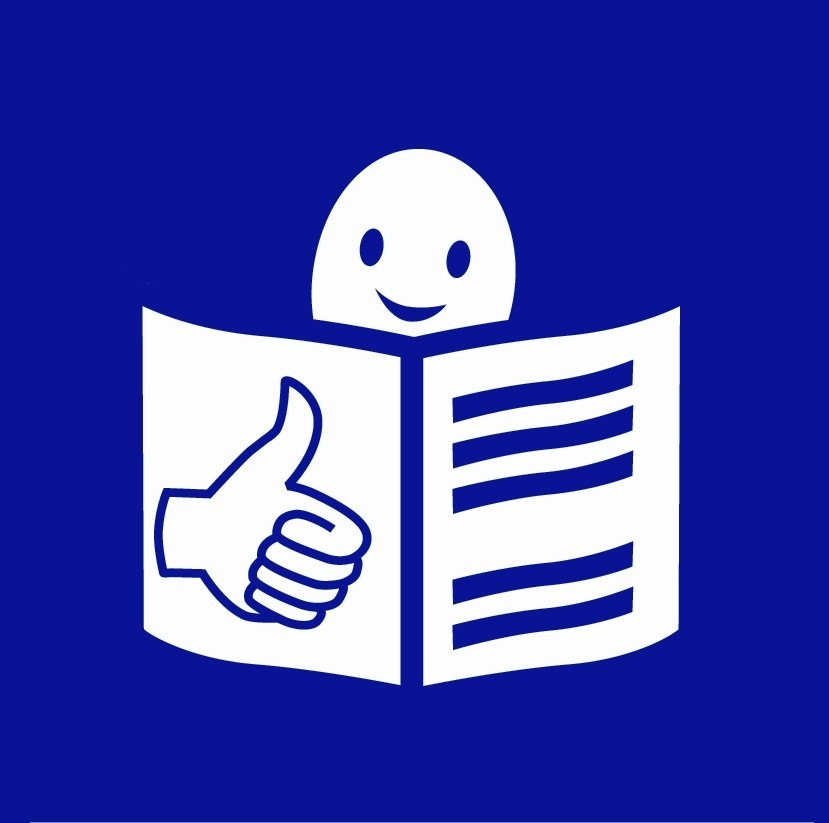
Logotipo europeo de lectura fácil.

Existen sobre todo dos populares documentos de pautas. El primero fue publicado por la IFLA, la Federación Internacional de Asociaciones de Bibliotecarios y Bibliotecas. El siguiente fue elaborado por varias organizaciones de Inclusion Europe, la alianza europea de organizaciones que trabajan por los derechos de las personas con discapacidad. Su título es Información para todos.
Las pautas de lectura fácil pueden relacionarse con la ortografía, gramática, léxico, estilo, diseño y maquetación, imágenes, impresión, etc. También existen pautas y recomendaciones específicas para textos literarios o científicos, por ejemplo.
Algunos ejemplos de pautas y recomendaciones habituales son:
- Utilizar frases simples, cortas y con una estructura habitual: sujeto más verbo más complementos
- Utilizar imágenes sencillas y pictogramas de apoyo al texto, que tengan una relación clara, situadas a la izquierda de cada idea
- Cada frase debe ocupar una línea. Si no es posible, la frase se cortará por elementos naturales y se dispondrá en varias líneas
- Evitar oraciones impersonales y pasivas reflejas
- Evitar el subjuntivo o la voz pasiva
- Evitar signos ortográficos poco habituales (%, &, / ...)
- Evitar abreviaturas, acrónimos y siglas
- Utilizar vocablos de uso cotidiano y evitar tecnicismos
- Utilizar palabras con significado preciso y reiterar los términos
- Seleccionar las ideas principales
- Redactar en modo directo
- No dar conocimientos previos por asumidos
- Evitar diseños cargados y en columnas[7][8]

## Ejemplos de lectura fácil
El primer libro creado con el método de lectura fácil se publicó en 1968 en Suecia a través del Centro de Lectura Fácil creado ese mismo año a instancias de la Agencia Sueca de Educación.
En 1984 nació el primer periódico en lectura fácil, titulado "8 páginas", también en Suecia.
La primera sentencia judicial en lectura fácil del mundo se produjo en México en el año 2013. El 16 de octubre, la Primera Sala de la Suprema Corte de la Nación de México concedió el amparo solicitado a un joven de 25 años diagnosticado con síndrome de Asperger.
En España, existen multitud de organizaciones dedicadas a promover la lectura fácil y recursos. Entre ellas, portales de noticias como Planeta Fácilo portales de libros como Léelo fácil.En 2015, Dilofácil, la Cooperativa Altavoz y Plena Inclusión presentaron una versión de la Constitución Española en lectura fácil.
De la misma manera, y para facilitar los trámites policiales y judiciales, la [Guardia Civil] dispone de diligencias policiales (lectura de derechos, ofrecimiento de acciones a la víctima de un delito, etc.) disponibles en este formato tanto por escrito, como en lenguaje de signos y audiovisual, así como diligencias en Braille.